# Fankélé Traoré
Fankélé Traoré (* 9. September 1981 in Bamako) ist ein ehemaliger nigrischer Fußballspieler malischer Herkunft. Er spielte in der Position des Stürmers.

## Laufbahn
Fankélé Traoré wurde in Mali geboren, woher auch seine Eltern stammen. Er nahm die Staatsbürgerschaft Nigers an, um in der nigrischen Fußballnationalmannschaft zu spielen.
Traoré begann seine internationale Laufbahn 2002 beim Verein AS-SONABEL Ouagadougou in Burkina Faso. Von dort wechselte er 2006 zu Cotonsport Garoua in Kamerun. Ab 2010 spielte er bei Stade Malien in seiner Geburtsstadt Bamako. Er beendete seine Karriere 2011.

## Erfolge
Kamerunischer Meister
- 2006, 2007, 2008, 2010

Kamerunischer Pokalsieger
- 2007, 2008

CAF-Champions-League-Finalist
- 2008

Malischer Meister
- 2011